# Rhyacophila yukii
Rhyacophila yukii is een schietmot uit de familie Rhyacophilidae. De soort komt voor in het Palearctisch gebied.